# Nueva Zelanda en los Juegos Olímpicos de Vancouver 2010
Nueva Zelanda estuvo representada en los Juegos Olímpicos de Vancouver 2010 por un total de 16 deportistas que compitieron en 8 deportes.  
La portadora de la bandera en la ceremonia de apertura fue la deportista de snowboard Juliane Bray. El equipo olímpico neozelandés no obtuvo ninguna medalla en estos Juegos.